# Електросекція

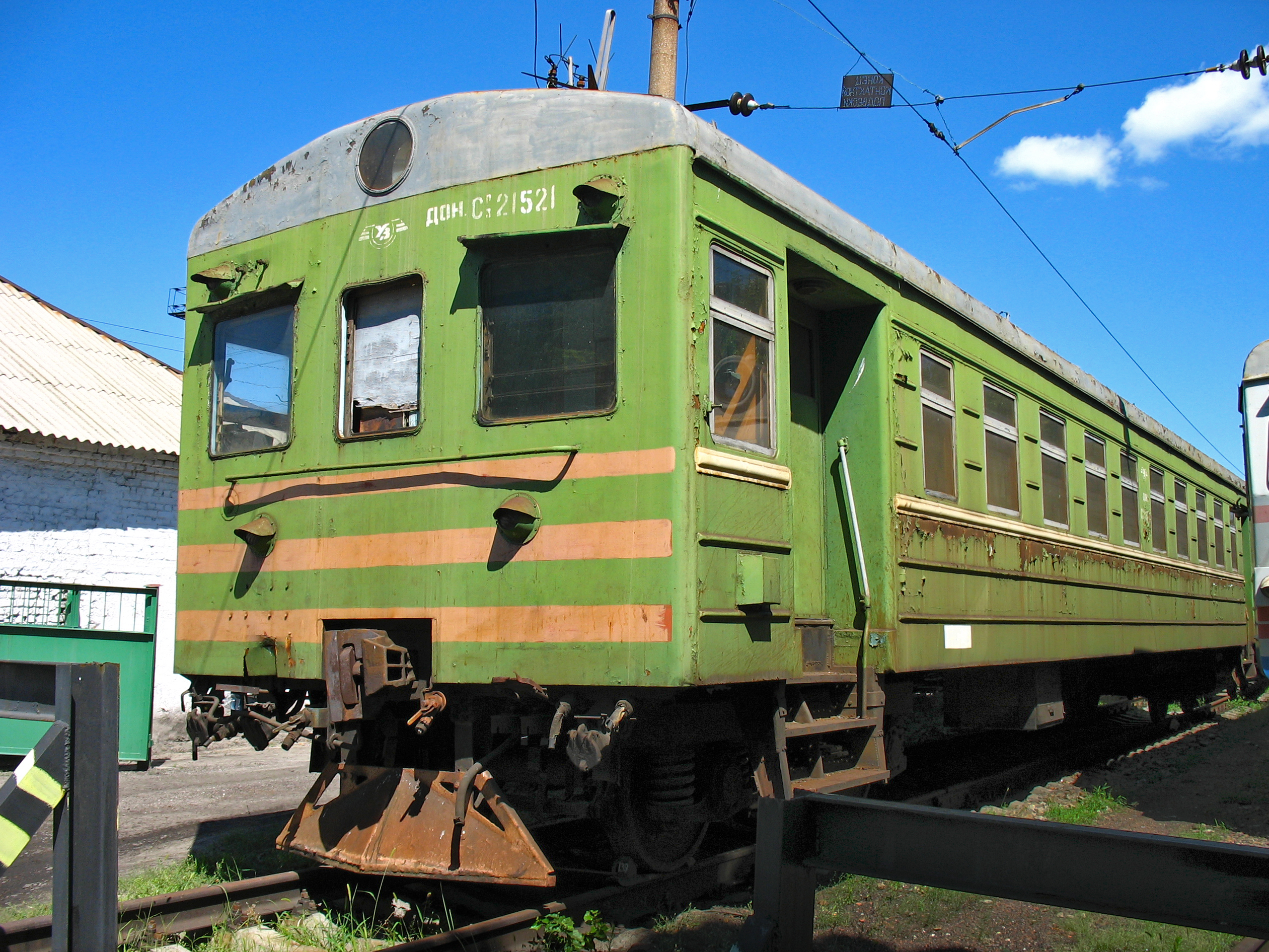
Електросекція С

Електросекція — група з моторних і причіпних електровагонів, часто нероз'ємна в експлуатації і керована за системою багатьох одиниць. Кілька зчеплених між собою електросекцій утворюють електропоїзд. Перші електросекції (наприклад електросекція С) могли експлуатуватися як самостійні рухомі одиниці, однак з часом в багатьох країнах розпочали випуск електросекцій, які могли експлуатуватися лише зчеплено з іншими електросекціями (в СРСР наприклад електропоїзд ЕР1). Варто відзначити, що електросекції вважаються тяговими одиницями і саме за ними обліковують електропоїзди, незалежно від можливості або неможливості електросекцій працювати окремо.
Приклади компоновки електросекцій (П — причепний вагон, М — Моторний вагон):
- П + М + П (електросекції С)
- М + П (ЕР1, ЕР2 і т. д.)
- М + П + М (передбачено на ЕТ2)
- М + М (ЕР200)